# Хав'єр Годіно
Хав'єр Годіно (ісп. Javier Godino) — актор, співак.

## Кар'єра
Він почав своє навчання у студії акторської майстерності Хуана Карлоса Кораца, вчителя і тренера Хав'єра Бардема. Хав'єр Годіно іспанський актор, який працює в іспанському і міжнародному кінематографі, а також грає у мюзиклах, театрі та знімається на телебаченні. У 2009 році він здобув важливу роль у своїй кар'єрі зігравши Ісідоро Гомеса (ісп. Isidoro Gómez) в аргентинському фільмі «Таємниця в його очах» (ісп.El secreto de sus ojos), режисера Хуан Хосе Кампанелли. У 2010 році цей фільм став володарем премії Оскар за найкращий фільм на іноземній мові, разом з Годіно лідерство поділили Рікардо Дарін і Соледад Вільяміль.
На сцені, у мюзиклу «Сьогодні у мене немає сил піднятись» (ісп.Hoy no me puedo levantar) режисера Начо Кано (ісп.Nacho Cano), він був одним із головних діючих осіб та високо цінувався за створення характеру свого персонажу Колет. Прем'єра мюзиклу з великим успіхом пройшла у квітні 2005 року, Хав'єр був частиною акторської п'єси протягом перших трьох сезонів. За свою роль в мюзиклі він був висунутий своїми колегами на премію Спілки акторів Іспанії (ісп. de la Unión de Actores de España award).
Хав'єр знімався у голлівудському фільмі «Список контактів» (англ.Deception), поряд з Х'ю Джекманом і Юеном Мак-Грегором.
Годіно також зробив собі ім'я як співак. Працюючи над проектами Начо Кано, він записав багато пісень. Для музичного альбому ісп.Hoy no me puedo levantar він записав такі пісні, як ісп.Perdido en mi habitación, ісп.Hoy no me puedo levantar, ісп.Barco a Venus та No es serio este cementerio. Його голос також звучить у попурі з пісень групи Mecano, який був записаний для телевізійного ролика Coca-Cola Light. У другому мюзиклі Начо Кано «A» Хав'єр також був ведучим солістом і записав три пісні ісп.Sin alma yo no hablo, ісп.El segundo grupo і ісп.Tu deber es volver. З Антоніо Кармона він записав композицію ісп.El tango de los amantes, з аргентинською співачкою Грасіелою Джордано ісп.Les feuilles mortes y Nostalgias. У 2013 році разом з Азіером Асебо (ісп.Asier Acebo) він створює свою музичну групу англ.The Wyest.
В 2011 році він знявся у фільмі ісп."Los muertos no se tocan, nene" Хосе Луїса Гарсіа Санчеса за мотивами роману Рафаеля Аскона, а також у фільмі ісп."La voz dormida" Беніто Сабрано.
У травні 2012 року знімався у фільмі Іспано-аргентинського спільного виробництва «Кожен має план» (ісп.Todos tenemos un plan) режисера Ани Пітербарг, разом з Вігго Мортенсеном, Даніелєм Фанего, Софією Гало і Соледад Вільяміль, зйомки проходили у дельті річці Парана поблизу Буенос-Айреса. Також зіграв головну роль у фільмі «Непрожиті дні» (ісп.Los días no vividos) режисера Альфонсо Кортеса-Каванілас з Інгрід Рубіо та Азіером Екстендіа.
У 2013 році він знімається у телевізійному фільмі «Прім, вбивство на турецькій вулиці» (ісп.Prim, el asesinato de la calle del Turco) за запрошенням Мігеля Бардема у ролі відомого іспанського письменника Беніто Перес Гальдос.
У нього була коротка роль другого плану на ТБ-шоу Netflix у серіалі «Борджіа» (ісп.Borgia (serie de televisión)), він грав як Діонігі ді Налдо під час 2-го і 3-го сезону, а також працював на іспанському телебаченні.
У 2015 він грав головну роль у фільмі ісп."Pasaje de Vida" іспано-аргентинського виробництва режисера Дієго Корсіні, та отримав чудові відгуки за виконання.
У 2016 році знімався у фільмі «В кінці тунелю» (ісп. Al final del Túnel) режисера Родріго Гранде з Леонардо Сбаралья і Кларой Лаго. І у фільмі англ."Ignacio: the first jesuit" філіппінського режисера Пауло Ду, про життя Ігнасіо Лойоли. У 2016 році було знято фільм «Обраний» (ісп. El elegido), мексикано-іспанського спільного виробництва Антоніо Чаваріаса (ісп.Antonio Chavarrías).
У лютому 2016 року починає грати у театральній постановці «Порцелянова лялька» (ісп. Muñeca de Porcelana) Хуана Карлоса Рубіо (ісп.Juan Carlos Rubio), разом з великим актором у головній ролі Хосе Сакристаном (ісп.José Sacristán).

## Нагороди
- Номінація на премію, як найкращий актор спілки акторів Іспанії 2005 за мюзикл «Сьогодні в мене немає сил піднятись» (ісп. Nominación como mejor actor protagonista en los Premios de la Unión de Actores 2005 por Hoy no me puedo levantar).
- Номінація на премію музичного театру Гран-Віа за «Сьогодні у мене немає сил піднятись» (ісп. Nominación a los Premios Gran Vía del Teatro Musical por Hoy no me puedo levantar).
- Номінант у 2009 році на премію Південної Академії кінематографічних мистецтв і наук Аргентини, як найкращий актор за «Секрет у їх очах» (ісп. Nominación en 2009 a los Premios Sur de la Academia de las Artes y Ciencias Cinematográficas de la Argentina como mejor actor revelación por El secreto de sus ojos).
- Номінація у 2010 році на премію Спілки акторів Іспанії 2010, як найкращий новий актор за «Секрет в їх очах» (ісп. Nominación en 2010 como mejor actor revelación en los Premios de la Unión de Actores 2010 por El secreto de sus ojos).

## Фільмографія
1. (ісп. 9 July, Buenos Aires… Nicolas Romagnoli).
2. (ісп. Mis demonios nunca juraron soledad (2017) — Blai.
3. Обраний (2016) — Коста (ісп. El elegido … Costa).
4. Життя Ігнасіо — Ксанті (2016) (англ. Ignacio: the first jesuit … Xanti).
5. В кінці тунелю (2016) — Лівші (ісп. Al final del túnel Zurdo).
6. Останній автобус — Анхель, короткометражка (ісп. El último bus … Angel)
7. Ольмос и Роблес (серіал, 2015 — …) — Дієго Лісама (ісп. Olmos y Robles … Diego Lezama).
8. Прожите життя (2015) — Маріо (ісп. Pasaje de vida … Mario).
9. Прім, вбивство на турецькій вулиці (ТВ, 2014)- Гальдос (ісп. Prim, el asesinato de la calle del Turco).
10. Браття (серіал, 2014) — Хосе Луіс (ісп. Hermanos … José Luis).
11. ісп. Cinéma Voltaire (2014) … Peter; короткометражка
12. Прощальний (2014) — Хосе (озвучка) (ісп. La despedida … Jose).
13. Віктор Рос (серіал, 2014—2015) — Де ла Рубіо (ісп. Víctor Ros … De la Rubia).
14. П'ятий вимір (2014)– священик, короткометражка (ісп. La quinta dimensión … Sacerdote).
15. Я чую (2013) — Рауль (ісп. Te escucho … Raúl).
16. Розкажи мені історію (серіал, 2013 — …) — Антоніо (ісп. Cuéntame un cuento … Antonio).
17. Не прожиті дні (2012) — Давід (ісп. Los días no vividos… David).
18. У всіх є план (2012) — Рубен (ісп. Todos tenemos un plan … Rubén).
19. Одного разу у ночі (2012) — Ховен; короткометражка (ісп. De noche y de pronto… Joven).
20. Померлих не чіпай, дитино (2011) — Антенщик (ісп. Los muertos no se tocan, nene … Antenista).
21. Сплячий голос (2011) — Секретар (ісп. La voz dormida … Secretario Obispo).
22. Борджіа (серіал, 2011—2014) — Діонігі ді Нальдо (ісп. Borgia … Dionigi di Naldo).
23. Янгол чи демон (серіал, 2011) — Пабло (ісп. Ángel o demonio … Pablo).
24. ісп. Genio y figura (2010)… Soldado 1; короткометражка
25. Таємниця в його очах (2009) — Ісідоро Гомез (ісп. El secreto de sus ojos … Isidoro Gómez).
26. Список контактів (2008) — банківський працівник (англ. Deception … Bank Manager).
27. Кава на одинці чи разом з ними (2007) — Дані (ісп. Café solo o con ellas … Dani).
28. Твої уста (2004) — Гус; короткометражка (ісп. Tus labios … Gus).
29. Поцілунки для всіх (2000) — студент (ісп. Besos para todos … Alumno).
30. Центральна лікарня (серіал, 2000—2012) — Пако (ісп. Hospital Central … Paco.
31. Комісар (серіал, 1999—2009) — Йонкі (ісп. El comisario … Yonqui).
32. Звук свободи (2023) — Хорхе (англ. Sound of Freedom)

## Театр
- MUÑECA DE PORCELANA — Dir. Juan Carlos Rubio (ісп.)
- «ARTÍCULO 47» — Dir. Lorena García (ісп.)
- «EL LOCO DE LOS BALCONES» — Dir. Gustavo Tambascio (ісп.)
- «MAS DE 100 MENTIRAS» — Dir. David Serrano (ісп.)
- «COMEDIA Y SUEÑO» — Dir. Juan Calos Corazza (ісп.)
- «40, EL MUSICAL» — Dir. Miquel Fernández (ісп.)
- «A» — Dir. Nacho Cano (ісп.)
- «A MIDSUMMER NIGHT'S DREAM» — Dir. Tamzin Towsend (ісп.)
- «HOY NO ME PUEDO LEVANTAR» — Dir. Nacho Cano (ісп.)
- Best Actor Nomination — Spanish Actors Guild (ісп.)
- «MADRID, MADRID, MADRID» (ісп.)
- «CABARÉ BORGES» — Dir. Juan Carlos Corazza (ісп.)
- «AUSENCIAS» — Dir. Rosa Morales (ісп.)
- «PAQUITA & LUCIANO» (ісп.)